# Bataille de Konduga (2014)
Pour les articles homonymes, voir Bataille de Konduga.
Insurrection de Boko Haram
La bataille de Konduga a lieu le 13 septembre 2014 lors de l'insurrection de Boko Haram.

## Déroulement
Le 13 septembre 2014, à 4 h 30 GMT, les forces de Boko Haram attaquent la ville de Konduga, située à 35 kilomètres de Maiduguri.
Les assaillants sont au nombre de 100 à 200 d'après les communiqués de l'armée et du ministère de la Défense,. L'armée nigériane aurait été informée de l'offensive des djihadistes et aurait envoyé 400 hommes pour renforcer ses défenses et tendre une embuscade aux rebelles.
Les combats durent environ trois heures. L'armée nigériane revendique la victoire, elle affirme avoir tué plus d'une centaine de djihadistes et saisi quatre véhicules dotés de canons anti-aériens, deux autres voitures militaires, trois mitrailleuses lourdes, plus de trente fusils d'assaut AK-47 et deux systèmes GPS. Un militaire déclare à l'agence Xinhua: « La plupart des insurgés tués ont été mutilés jusqu'à en devenir méconnaissables lors des quelques heures de furie déployée par nos hommes ». L'armée affirme également ne déplorer que quatre blessés dans ses rangs.
Quelque temps après l'affrontement, vers 12 h 0 GMT, une cinquantaine de djihadistes se vengent en ouvrant le feu sur la foule d'un marché de Ngom, situé près de Maiduguri et Konduga. Mais après la tuerie, des soldats et des miliciens se lancent à la poursuite des assaillants et en tuent une dizaine.